# Rebirth of Mothra 3
Série
Rebirth of Mothra 2
(1997)
Pour plus de détails, voir Fiche technique et Distribution.
Rebirth of Mothra 3 (モスラ3 キングギドラ来襲, Mosura 3: Kingu Gidora raishū) est un film, sorti en 1998. C'est le dernier film de la trilogie Rebirth of Mothra, centré sur le personnage éponyme.

## Synopsis
King Ghidorah attaque Tokyo et enlève les enfants qu'il enferme dans un dôme organique. Mothra tente de l'affronter mais est vite vaincu ; une seule solution émerge : remonter le temps jusqu'au crétacé et tuer King Ghidorah quand il était jeune…

## Fiche technique
- Titre : Rebirth of Mothra 3
- Titre original : モスラ3 キングギドラ来襲 (Mosura 3: Kingu Gidora raishū)
- Musique : Toshiyuki Watanabe
- Genre : Action, aventure et fantastique
- Durée : 99 minutes
- Date de sortie : 12 décembre 1998 (Japon)

## Distribution
- Megumi Kobayashi : Moll
- Aki Hano : Belvera

## Autour du film
C'est le premier et seul film où King Ghidorah apparaît sans que Godzilla intervienne, alors que c'est son ennemi juré, celui-ci n'apparaissant pas dans le film, n'y est mentionné ou montré. De ce fait, c'est le seul film où Mothra et King Ghidorah sont montrés à l'écran sans la présence de Godzilla.